# Iglesia de San Pedro (Esquiña)
La iglesia de San Pedro es un templo católico ubicado en la localidad de Esquiña, comuna de Camarones, Región de Arica y Parinacota, Chile. Construida en el siglo xviii, fue declarada monumento nacional de Chile, en la categoría de monumento histórico, mediante el Decreto n.º 331, del 10 de agosto de 2015.

## Historia
Aunque la primera mención data de 1618, la iglesia corresponde a una construcción del siglo xviii. Fue restaurada entre los años 2008 y 2010.

## Descripción
De estilo barroco andino está construida en cimientos de piedra, con muros de adobe, techumbre de madera y cubierta de caña, totora y paja brava. La torre campanario se encuentra exenta, y está construida en adobe con campanario de madera, con cúpula de adobe y pináculos de madera.
La portada de acceso está construida en piedra en arco de medio punto, con ornamentación de cruces ensanchadas de piedra tallada. En el interior se encuentra un retablo con retícula colonial construido en madera de cedro tallada y policromada.